# (100864) 1998 HW54
(100864) 1998 HW54 es un asteroide perteneciente al cinturón de asteroides, región del sistema solar que se encuentra entre las órbitas de Marte y Júpiter, descubierto el 21 de abril de 1998 por el equipo del Lincoln Near-Earth Asteroid Research desde el Laboratorio Lincoln, Socorro, Nuevo México, Estados Unidos.

## Designación y nombre
Designado provisionalmente como 1998 HW54. 

## Características orbitales
1998 HW54 está situado a una distancia media del Sol de 3,031 ua, pudiendo alejarse hasta 3,735 ua y acercarse hasta 2,328 ua. Su excentricidad es 0,232 y la inclinación orbital 2,645 grados. Emplea 1928,31 días en completar una órbita alrededor del Sol.

## Características físicas
La magnitud absoluta de 1998 HW54 es 15,7. 